# ET, l'extraterrestre
ET, l'extraterrestre (títol original en anglès: E.T. the Extra-Terrestrial) és una pel·lícula estatunidenca de ciència-ficció de 1982, dirigida per Steven Spielberg. El realitzador es va apartar de les històries habituals sobre alienígenes: mostrava un extraterrestre vulnerable i simpàtic, en clau infantil. Spielberg va confeccionar la història tal com la va imaginar durant la seva infància. Ha estat doblada al català central i al valencià.

## Argument
Una nit uns extraterrestres arriben a la Terra per recollir-hi mostres d'espècies vegetals, però uns humans els descobreixen. Els extraterrestres han de fugir precipitadament i, sense voler, es deixen un company: és ET. Els homes comencen a perseguir l'extraterrestre, que fuig aterrit i mira de trobar algun lloc per amagar-se. Per sort el troba un xiquet, que es diu Elliot, que l'amaga a casa seva i el cuida. Com Elliot va estar esperant la seua arribada després d'haver vist com s'amagava en el seu rafal, fingeix tenir febre i aprofita per a fer-se amic d'ell. Després d'ensenyar-li alguns objectes, Elliot decideix pesar-lo i s'adona que té la capacitat d'allargar el seu coll. Aqueix mateix dia, decideix mostrar-se'l al seu germà Michael. Per desgràcia, la seua germaneta menuda, Gertie, també ho veu i s'espanta, el que fa que hagen d'amagar-se en l'armari perquè no els veja sa mare. Allí dins, tant Michael com Gertie descobreixen que no han d'espantar-se, ja que veuen que és un ésser pacífic i bondadós.
En la nit d'eixe mateix dia, es reuneixen per a descobrir més coses sobre aqueix ésser. Llavors cauen en el compte que no sap parlar, però veuen que pot fer surar coses com pilotes de plastilina. Durant aqueixa menuda reunió, Elliott assega que és espiat i creu que els l'observen. Mentre, l'extraterrestre fa que una planta revisca amb solament mirar-la. L'endemà, Elliott i Michael es van al col·legi i Gertie a la guarderia, deixant a l'extraterrestre sol en la casa. Decideix baixar a la cuina i accidentalment, s'emborratxa. Com és capaç de fer que Elliott asseu ho mateix que ell, fa que Elliott també s'emborratxe en classe. Com a conseqüència de la borratxera, allibera a unes granotes que hi havia tancades en la classe per a ser disseccionades. El professor crida a la seua mare i aquesta decideix anar allí, fent que Gertie es quede sola a casa amb l'extraterrestre. Quan regressen del col·legi, Elliott veu com sa germaneta li ha ensenyat a parlar. Així que decideix anomenar-lo E.T. Li ha ensenyat a dir coses com "E.T", "Ma casa", "Telèfon" o "Sigues bo". Gràcies a això, aconsegueix dir-los que vol comunicar-se amb els seus semblants per a tornar a la seua casa. Sense saber que estan sent espiats, Elliott i Michael decideixen construir alguna màquina amb la qual ajudar a E.T. Quan Elliott baixa de la seua golfa alguns objectes i es fa una ferida en el dit, E.T. il·lumina el seu dit i la hi guareix.
Una vegada que aconsegueixen diversos objectes, els donen a E.T. perquè construïsca ell la màquina. Amb l'arribada de Halloween, veuen una oportunitat per a provar la màquina. Vesteixen a E.T. de fantasma perquè ningú ho reconega i Elliott ho duu al bosc amb bicicleta amb la màquina. Quan Elliott suggereix anar a peu perquè hi ha molts sots, E.T. fa surar la bici i recorren el bosc volant. A l'aterrar, usen la màquina i funciona, amb la qual cosa E.T. es comunica amb els seus perquè vagen a cercar-li. Elliott es dorm en el bosc i, al despertar, veu que E.T ja no hi és. Regressa a casa i li diu a Michael que E.T. segueix en la terra i li diu que vaja a cercar-lo. Michael es munta amb bici i, després d'escapar d'un misteriós cotxe que li perseguia, troba a E.T. en un rierol, pàl·lid i moribund. Ho duen a casa i Michael li ensenya a E.T. a la seua mare. Ella s'espanta i, a pesar que li diuen que no és perillós, agafa als seus fills i els obliga a escapar.
Però quan són  a punt d'eixir de casa, els agents misteriosos que els espiaven, entren en la casa amb vestits especials per a atrapar a E.T. Després d'aïllar la casa i muntar una improvisada base, paren esment mèdica a ell i a Elliott. Al cap d'una estona, Elliott s'adona que cada vegada sent menys E.T. A casa, Michael veu que E.T. cada vegada té menys vida, ja que la planta que va reviure torna a morir. Quan els metges comencen a intervenir-hi, no s'adonen, a pesar que les diu Elliott, que l'estan matant. Després d'una penosa intervenció, tant els metges com els agents ho donen per mort. Després de ficar-lo en una càpsula, un dels agents li concedeix uns minuts a Elliott para romandre tot sol amb E.T. Elliott li demana perdó al cos sense vida d'E.T per deixar que l'atraparen i li diu que hi pensarà tots els dies perquè l'estima. Però, després de tancar la càpsula, Elliott vés com la planta torna a reviure. Corre precipitadament a obrir-la i es troba que E.T. encara és viu, pot parlar i el seu cor brilla. E.T. diu a Elliott que els seus arriben a la terra per a arreplegar-lo. Però els agents comencen a acostar-s'hi i Elliott decideix fer-les creure que E.T. sempre és mort per a salvar-lo. Ho conta al seu germà Michael i decideixen traçar un pla.
Després que traslladaren la càpsula amb E.T dins a una furgoneta, Michael es fa passar per un dels agents posant-se un vestit especial. Un dels policies comença a sospitar d'ell i, amb Elliott i E.T en la part de darrere de la furgoneta, arranca arrossegant després de si a dos dels agents. Michael veu als seus tres amics i els demana que vagen amb bici al pujol perquè els ajude a retornar a E.T. a la seua casa. Mentre es dirigeixen allí, els dos agents intenten pujar a la furgoneta, però Elliott aconsegueix soltar-los. Quan es creuen fora de perill, la policia comença a cercar-los.
Arriben al pujol i es troben als seus amics esperant-los amb les bicicletes. Després de mostrar-los a E.T, Elliott els explica que han de dur-lo al bosc. La policia comença a arribar al pujol, però quan s'acosten a la furgoneta, Elliott i els seus amics ja no hi són. Van al bosc amb bicicleta, amb E.T. en la cistella de la bici de Elliott. Uns quants cotxes de policia els comencen a perseguir, però assoleixen deixar-los arrere. Quan es creuen fora de perill, la gent comença a perseguir-los molt de prop. Al fons del carrer, uns cotxes de policia fan una barrera per a tallar-los el pas. Però, just abans de ser interceptats, E.T fa surar les bicicletes, fent volar a Elliott i els seus amics cap al bosc posant-los fora de perill. Després d'aterrar, apareix la nau espacial per a arreplegar a E.T. En aqueix moment, la germana i la mare d'Elliott arriben allí. Gertie s'acosta a ell per a dir-li adéu i li regala la planta que va reviure, i E.T. li diu "És bé" (Frase que ella mateixa li va ensenyar). Michael li acaricia el cap, gest que E.T. li agraeix. Elliott, amb llàgrimes en els ulls, li dona una afectuosa abraçada. E.T., il·luminant el seu dit, assenyala al capdavant de Elliott dient-li "Estaré ací mateix" (Frase que Elliott li va dir al principi de la pel·lícula). Després de pujar a la nau amb la planta, aquesta tanca les portes i s'enlaira, deixant un Arc de Sant de Martí darrere seu.

## Repartiment
- Henry Thomas: Elliott
- Robert MacNaughton: Michael
- Drew Barrymore: Gertie
- Dee Wallace: Mary
- Peter Coyote: «Keys»
- Erika Eleniak: companya de classe a qui Elliott fa un petó

## Premis
La pel·lícula va guanyar quatre Oscar a la millor música, al millor so, als millors efectes sonors i als millors efectes especials, i va obtenir altres cinc nominacions, a la millor pel·lícula, al millor director, al millor guió original de Melissa Mathison, a la millor fotografia d'Allen Daviau i al millor muntatge.

### Oscar(1982)
| Categoria                         | Persona                                                       | Resultat   |
| --------------------------------- | ------------------------------------------------------------- | ---------- |
| Oscar a la millor pel·lícula      | Steven Spielberg, Kathleen Kenndy, Melissa Mathison           | Nominada   |
| Oscar al millor director          | Steven Spielberg                                              | Nominat    |
| Oscar al millor guió original     | Melissa Mathison                                              | Nominada   |
| Oscar a la millor fotografia      | Allen Daviau                                                  | Nominada   |
| Oscar a la millor banda sonora    | John Williams                                                 | Guanyador  |
| Oscar al millor muntatge          | Carol Littleton                                               | Nominada   |
| Oscar al millor so                | Robert Knudson, Robert Glass, Don Digirolamo, Gene Cantamessa | Guanyadors |
| Oscar a la millor edició de so    | Charles L. Campbell, Ben Burtt                                | Guanyadors |
| Oscar als millors efectes visuals | Carlo Rambaldi, Dennis Muren, Kenneth F. Smith                | Guanyadors |

### Altres nominacions
- César a la millor pel·lícula estrangera

## Polèmica i acusació de plagi
En veure el personatge d'E.T, el dibuixant català Joaquín Blázquez Garcés va acusar Steven Spielberg de plagi. Set anys abans, amb motiu d'un encàrrec de la revista de còmics nord-americana Vampirella (Warren), Blázquez havia dibuixat el personatge "Melvin" per una història breu amb guió de Guerry Boudreau. Als Estats Units, aquesta història fou publicada al número 49 de Vampirella (març de 1976) sota el títol The one foggy Christmas Eve (La turbulenta Nit de Nadal). Gairebé simultàniament, a Espanya el còmic era publicat al número 16 de la revista Supercomics Garbo (Garbo), sota el simple títol de "Melvin". El protagonista de la història, Melvin, era un personatge amb unes característiques físiques molt similars al personatge de la pel·lícula de Spielberg.
Durant molts anys Joaquín Blázquez va denunciar públicament aquest presumpte plagi, escrivint diverses cartes a Steven Spielberg i a l'equip responsable del disseny del personatge d'"E.T.". Blázquez trobava especialment sospitós el fet que Spielberg s'hagués desempallegat tan ràpidament dels drets d'autor d'"E.T.", cedint-los de seguida a Universal Studios. Malgrat tot, no va obtindre mai una resposta o explicació per part d'Spielberg o de la productura de la pel·lícula, Amblin Entertainment. El fet que Blázquez es morís el 1986 va provocar que l'acusació no s'acabés de resoldre mai.
Els mitjans de comunicació de l'època es van fer un ampli ressò d'aquesta polèmica, especialment les revistes de còmic, com per exemple Cimoc. Així mateix, un documental també es va voler fer ressò d'aquest assumpte, titulat Melvin contra E.T (2006) i dirigit per Víctor Saràbia Miró. No obstant, el projecte no es va acabar de completar mai.